# اریهوئلا
اُریهوئلا دهستانی در استان آلیکانته اسپانیا است.
در این دهستان ۷۷٬۹۷۹ نفر زندگی می‌کنند. مساحت این دهستان ۳۶۵٫۴۰ کیلومتر مربع است.